# Jonathan Frakes
Jonathan Frakes (Bellefonte, Pennsylvania, 19. kolovoza 1952.), američki je glumac i redatelj, najpoznatiji po svojoj ulozi Williama Rikera u znanstveno-fantastičnoj seriji Zvjezdane staze.I po svojoj ulozi u seriji X-Factor. 